# Časoslov
Časoslov (lat. Horarium) je službena dnevna molitva Katoličke Crkve, crkvena knjiga s tekstovima koje u određene časove, tj. sate (odatle i naziv) svakoga dana mole katolički klerici, redovnici i vjernici laici, zajednički ili samostalno. Sadrži tekstove poput odlomaka Staroga i Novoga zavjeta, životopisa svetaca, homilija, molitava, himānā, psalama i ostalih pobožnih pjesama.

## Naziv
Drugi nazivi za časoslov su brevijar (lat. breviarum, od brevis: kratak ili sažet), služba časova ili liturgija časova (liturgia horarum), također i časoslov naroda Božjega.
Izraz liturgija časa više je usmjeren na tijek prirodnog dana s vremenima molitve ujutro i navečer (katedralni tip), dok izraz Božanski časoslov označava stalnu molitvu u doba dana i noći (monaški tip).

## Pregled
Časoslov je temeljna molitva Crkve:
»Liturgijom časova izvrđuje se i posvećenje čovjeka i čašćenje Boga. Njome se uspostavlja takva izmjena ili dijalog između Boga i ljudi da 'Bog govori svojem puku ... a puk sa svoje strane odgovaranje pjevanjem i molitvom Bogu'. Uistinu, sudionici liturgije časova mogu iz nje postići najplodonosnije posvećenje, osobito po spasonosnoj Božjoj riječi, koja u njoj ima važno mjesto. Naime, iz SVetoga pisma uzimaju se čitanja; pred Bogom se pjevaju Božje riječi, predane u psalmima; a prinose se i druge prošnje, molitve i pjesme, Bogom nadahnute. Dakle, ne samo kada se čita ono što je 'nama za pouku napisano' (Rim 15,4) nego i onda kad Crkva moli ili pjeva, u sudionika se hrani vjera, duše im se potiču k Bogu da mu iskažu duhovno bogoštovlje te obilnije prime njegovu milost.« (Opće uredbe Liturgije časova, br. 14, str. XIII.)
Brevijar zagrebačke stolne crkve potječe iz 1290. godine. Glagoljski brevijar nastao je u doba Ćirila i Metoda i ti brevijari predstavljaju dijelove Ćirilovih prijevoda Biblije. Većina hrvatskih brevijara potječu iz XIII. stoljeća i pisani su redakcijom staroslavenskoga jezika.
Dijelovi brevijara su proprium i ordinarij.

## Podjela

### Katedralni stil
Oblik je molitve koji se usredotočuje prvenstveno na jutro i večer. Najviše je prisutan u zajednicama na Istoku te u biskupskim crkvama većih gradova.
O tome u povijesti svjedoče Sokrat Scholasticus, Euzebije Cezarejski, Ivan Zlatousti i Apostolske konstitucije.

### Monaški stil
Temelji se na posebnoj monaškoj duhovnosti koja izražava neprekidan ideal molitve.
Egipatski redovnik Ivan Kasijan (oko 360.–435.) u svom djelu De institutionibus coenobiorum opisuje kako su se redovnici okupljali dva puta dnevno, rano ujutro i navečer, za sate molitve. U monaškoj liturgiji časova, psalmi se koriste uzastopnim redoslijedom; tako se kroz jedan tjedan izmoli cijeli psalterij.

## Brevijari u Hrvatskoj
- Mavrov brevijar
- Brozićev brevijar

### Članci
- Pažin, Zvonko. 2023. Služba časova. Živo vrelo. XL (10): 40. ISSN 1331-2170
- Rako, Ivan. 2022. Podrijetlo i razvoj liturgije časova u ranoj Crkvi do kraja IV. stoljeća. Vrhbosnensia. Univerzitet u Sarajevu – Katolički bogoslovni fakultet. Sarajevo. 26 (1): 177–200

## Vanjske poveznice
Ostali projekti
|  | Zajednički poslužitelj ima još gradiva o temi Časoslov |